# Biezdar
Biezdar [ˈbʲɛzdaɾ] – staropolskie imię męskie, być może opisowe, a nie życzące, złożone z członów Biez-, Przez- ("bez") i -dar ("upominek, dar, ofiara"). Mogło oznaczać "tego, kto nie jest darem," lub "tego, kto nic ze sobą nie przynosi."